# Doa ampla
Doa ampla is een vlinder uit de familie van de Doidae. De wetenschappelijke naam van de soort is voor het eerst geldig gepubliceerd in 1878 door Grote.